# Tarentaise, Loire
Tarentaise este o comună în departamentul Loire din sud-estul Franței. În 2009 avea o populație de 450 de locuitori.

## Evoluția populației
| An        | 1975 | 1982 | 1990 | 1999 | 2006 | 2009 |
| --------- | ---- | ---- | ---- | ---- | ---- | ---- |
| Populație | 155  | 293  | 330  | 412  | 456  | 450  |